# Conservatorio Vicente Emilio Sojo
El Conservatorio Vicente Emilio Sojo, o Conservatorio de Barquisimeto (Oficialmente Fundación Conservatorio Vicente Emilio Sojo), es una institución educativa musical creada en 1936 con sede en la ciudad de Barquisimeto (Estado Lara, Venezuela) en la avenida Madrid entre Calles Caracas y Capanaparo. En dicha institución han estudiado músicos de la talla de Gustavo Dudamel, Juan Carlos Campos, Diego Matheuz, Rodolfo Saglimbeni, Raphael Jiménez, Neisser Lucena Manuel Rangel entre otros.[cita requerida]